# 1995 في اليونان
فيما يلي قوائم الأحداث التي وقعت خلال عام 1995 في اليونان.

## سياسة

### تعيين في المنصب
- 10 مارس – كونستانتينوس ستيفانوبولوس رئيس اليونان.
- 15 سبتمبر – إيفانغيلوس فينيزيلوس Minister of Transports and Communications of Greece ‏.

### انتهاء فترة المنصب
- 10 مارس – قسطنطين كرامنليس رئيس اليونان.

## مواليد

### يناير
- 14 يناير – جورجيوس ديامانتاكوس لاعب كرة سلة يوناني.

### فبراير
- 10 فبراير – أدم زانيتوبولوس لاعب كرة قدم يوناني.

### يوليو
- 25 يوليو – ماريا سكاري لاعبة كرة مضرب يونانية.

## وفيات

### أكتوبر
- 14 أكتوبر – هيلين فلاتشوس (مواليد 1911) صحفية يونانية.